# Lázaro Cárdenas, Querétaro Arteaga
Lázaro Cárdenas är en ort i Mexiko.   Den ligger i kommunen San Juan del Río och delstaten Querétaro Arteaga, i den sydöstra delen av landet, 140 km nordväst om huvudstaden Mexico City. Lázaro Cárdenas ligger 2 028 meter över havet och antalet invånare är 510.
Terrängen runt Lázaro Cárdenas är kuperad söderut, men norrut är den platt. Terrängen runt Lázaro Cárdenas sluttar norrut. Runt Lázaro Cárdenas är det ganska tätbefolkat, med 230 invånare per kvadratkilometer. Närmaste större samhälle är San Juan del Río, 3,6 km norr om Lázaro Cárdenas. Trakten runt Lázaro Cárdenas består i huvudsak av gräsmarker.